# ليزلي ميلر (مغنية)
ليزلي ميلر (بالإنجليزية: Lesley Miller)‏ هي مغنية وكاتبة غنائية أمريكية، ولدت في 18 أبريل 1943 في بالتيمور في الولايات المتحدة.

## وصلات خارجية
- ليزلي ميلر على موقع ميوزك برينز (الإنجليزية)
- ليزلي ميلر على موقع ديسكوغز (الإنجليزية)
- ليزلي ميلر على موقع ديسكوغز (الإنجليزية)